# Крестьянка (Красноосельский сельсовет)
Крестьянка — сельский посёлок в Лысковском районе Нижегородской области. Входит в состав Красноосельского сельсовета.